# Catagramma pyracmon
Catagramma pyracmon är en fjärilsart som beskrevs av Jean Baptiste Godart 1823. Catagramma pyracmon ingår i släktet Catagramma och familjen praktfjärilar. Inga underarter finns listade i Catalogue of Life.